# Scholte-Syndrom
Das Scholte-Syndrom ist eine sehr seltene angeborene Erkrankung mit den Hauptmerkmalen Geistige Retardierung, Glatzenbildung, Patellaluxation und Akromikrie.
Das Syndrom ist nicht zu verwechseln mit dem Cassidy-Scholte-Syndrom (Karzinoid).
Synonyme sind: Scholte-Begeer-van Essen Syndrom; SHLTS
Die Bezeichnung bezieht sich auf den Erst- bzw. die Autoren der Erstbeschreibung aus dem Jahre 1991 durch den niederländischen Pädiater F. A. Scholte (und Mitarbeiter).

## Verbreitung
Die Häufigkeit wird mit unter 1 zu 1.000.000 angegeben, bislang wurde über drei nicht miteinander verwandte Betroffene berichtet. Die Vererbung erfolgt X-chromosomal rezessiv.

## Klinische Erscheinungen
Klinische Kriterien sind:
- Krankheitsbeginn im Neugeborenen- oder Kleinkindalter
- schwere geistige Behinderung
- Patellaluxationen
- Akromikrie
- Hypogonadismus
- Gesichtsdysmorphie, insbesondere des Mittelgesichts
- vorzeitige Stirn- und Schläfenglatze